# Geron validus
Geron validus är en tvåvingeart som beskrevs av Neal L. Evenhuis 1989. Geron validus ingår i släktet Geron och familjen svävflugor. Inga underarter finns listade i Catalogue of Life.